# Rejon podbuski
Rejon podbuski (ukr. Підбузький район) – dawna jednostka podziału administracyjnego Ukraińskiej Socjalistycznej Republiki Radzieckiej w Związku Socjalistycznych Republik Radzieckich w latach 1940–1941 i 1944–1959. Należał do obwodu drohobyckiego do 1959 roku, a po jego zniesieniu przez kilka miesięcy do obwodu lwowskiego. Siedziba władz rejonu znajdowała się w Podbużu.
Rejon podbuski został utworzony 17 stycznia 1940 na podstawie dekretu Prezydium Rady Najwyższej USRR o podziale na rejony zachodnich obwodów USRR, kiedy to w obwodzie drohobyckim utworzono 30 rejonów, między innymi podbuski. Rejon objął obszary zniesionych gmin Podbuż i Kropiwnik Nowy oraz gromadę Nahujowice ze zniesionej gminy Lisznia, należące przed wojną do powiatu drohobyckiego w województwie lwowskim.
Rejon podbuski przestał istnieć wraz z wybuchem wojny niemiecko-radzieckiej 22 czerwca 1941. Jego tereny weszły w skład Landkreis Drohobycz dystryktu galicyjskiego Generalnego Gubernatorstwa.
Rejon został odtworzony 31 lipca 1944, po zajęciu tych terenów przez Armię Czerwoną.
21 maja 1959, w wyniku zniesienia obwodu drohobyckiego, rejon podbuski włączono do obwodu lwowskiego.
23 września 1959 rejon podbuski został zniesiony przez przeniesienie siedziby władz z Podbuża do Borysławia (stanowiącego dotychczas miasto na prawach rejonu) i przekształcenie jednostki w rejon borysławski.